# Rosaura Ruiz Gutiérrez
Pour les articles homonymes, voir Ruiz et Gutiérrez.
Rosaura Ruiz Gutiérrez est une biologiste, chercheuse, universitaire et académicienne mexicaine. Elle s'est spécialisée dans le domaine des théories évolutives qu'elle aborde des points de vue scientifique, historique et philosophique. Elle a publié de nombreux articles dans des revues de recherche d'audience nationale et internationale. Elle a été directrice de la Faculté des Sciences de l'Université nationale autonome du Mexique (UNAM) et occupe les fonctions de Secrétaire à l'Éducation, la Science, la Technologie et l'Innovation de la Ville de Mexico.

## Études et enseignement
Elle était étudiante sur le campus n°4 de l’École nationale préparatoire durant le mouvement étudiant de 1968 (movimiento estudiantil de 1968)  dont elle fut une sympathisante et une activiste. Elle épousa quelques années plus tard le Dr Salvador Martinez della Rocca, un des leaders de ce mouvement . 
Rosaura Ruiz Guttiérez a effectué ses études à la faculté des sciences de l'Université nationale autonome du Mexique où elle a obtenu successivement une licence de biologie, une maîtrise et un doctorat ès-sciences, ce dernier en 1984. Elle a poursuivi ses études en post-doctorat à l'université de Californie à Irvine.
Elle a été professeur à temps plein dans son université d'origine, supervisant le troisième cycle de biologie, de philosophie de la science, de psychologie et de pédagogie. Elle a également été  professeur invité à l'Université de Californie à Irvine ainsi qu'à l'Université du Pays basque. 
Rosaura Ruiz Guttiérez a été promotrice de l'obligation d'intégrer la philosophie et l'histoire de la Biologie au programme de licence de biologie à l'UNAM, et a parallèlement créé le centre de recherche en histoire et philosophie au sein de cette université.  

## Fonctions
Rosaura Ruiz Guttiérez a été secrétaire pour le Développement Institutionnel et, de mars de 2000 à décembre de 2003, directrice générale des études de troisième cycle à l'UNAM.
Elle a été nommée, par le conseil d'administration de l'UNAM, directrice de la Faculté des sciences  pour la période 2010-2014 puis reconduite dans ces fonctions pour la période 2014-2018. Elle se porta également candidate au rectorat de cette université en 2015. Elle a été désignée coordinatrice des Projets universitaires particuliers, détachée auprès du secrétariat général de l'UNAM pendant le rectorat d'Enrique Graue Wiechers. En mars 2018, elle a intégré le conseil d'administration de l'UNAM. Cette instance dirigeante a notamment pour mission l'élection des directeurs de faculté et du recteur de l'université.

## Chercheuse et académicienne
Rosaura Ruiz Guttiérez a été présidente de l'Académie mexicaine des sciences de 2008 à 2009. Elle a été coordinatrice de l'Espace Commun d'Éducation Supérieure du Mexique et consultante auprès de IESALC-UNESCO pour la promotion de l'éducation supérieure et la recherche scientifique et technologique en Amérique Latine et aux Caraïbes. Elle est membre du comité des experts de l'Organisation des Etats ibéro-américains pour l'éducation, la science et la culture (OEI) ainsi que de l'Agence nationale de recherche du Mexique. 
Dans son domaine de prédilection, les théories de l'évolution, elle a travaillé en étroite collaboration avec des chercheurs comme le Dr. Thomas F. Glick Et le Dr. Francisco J. Ayala. 